# مبنى كويزون التذكاري
مبنى كويزون التذكاري هو مبنى تذكاري يقع في كويزون عاصمة الفلبين بين عامي 1948 و 1976. ويقع المبنى أو النصب التذكاري في وسط دوار مروري، متخذا شكل القطع الناقص.
يتضمن المبنى ضريح طويل يضم رفات مانويل كويزون الذي كان ثاني رئيس لجمهورية الفلبين، ورفات زوجته أورورا كويزون.
قام بتصميم المبنى المهندس فردريكو إللوستر في مسابقة تم تنظيمها خصيصا لاختيار تصميم للضريح.

## معرض الصور

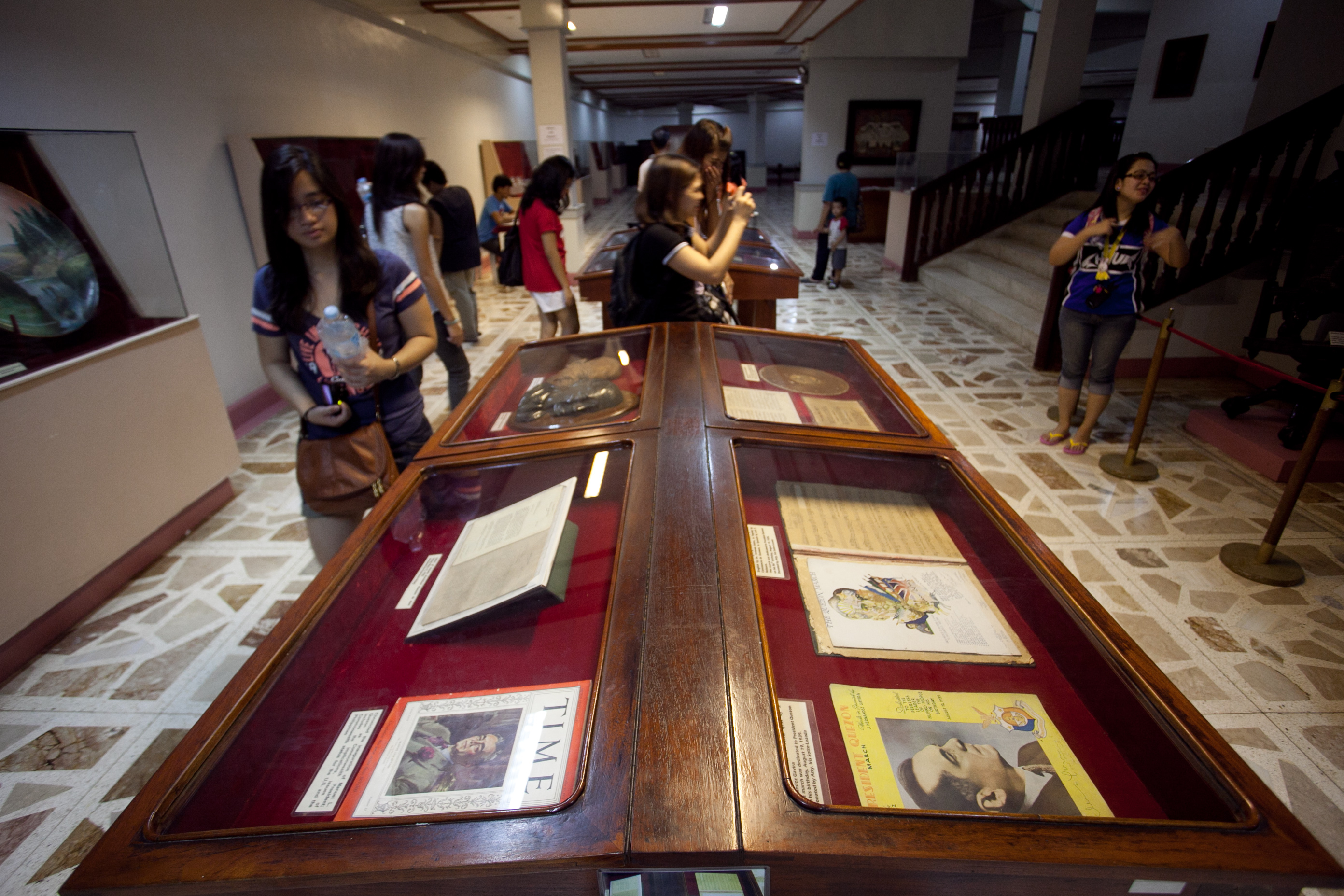
لمحة على المتحف داخل المبنى
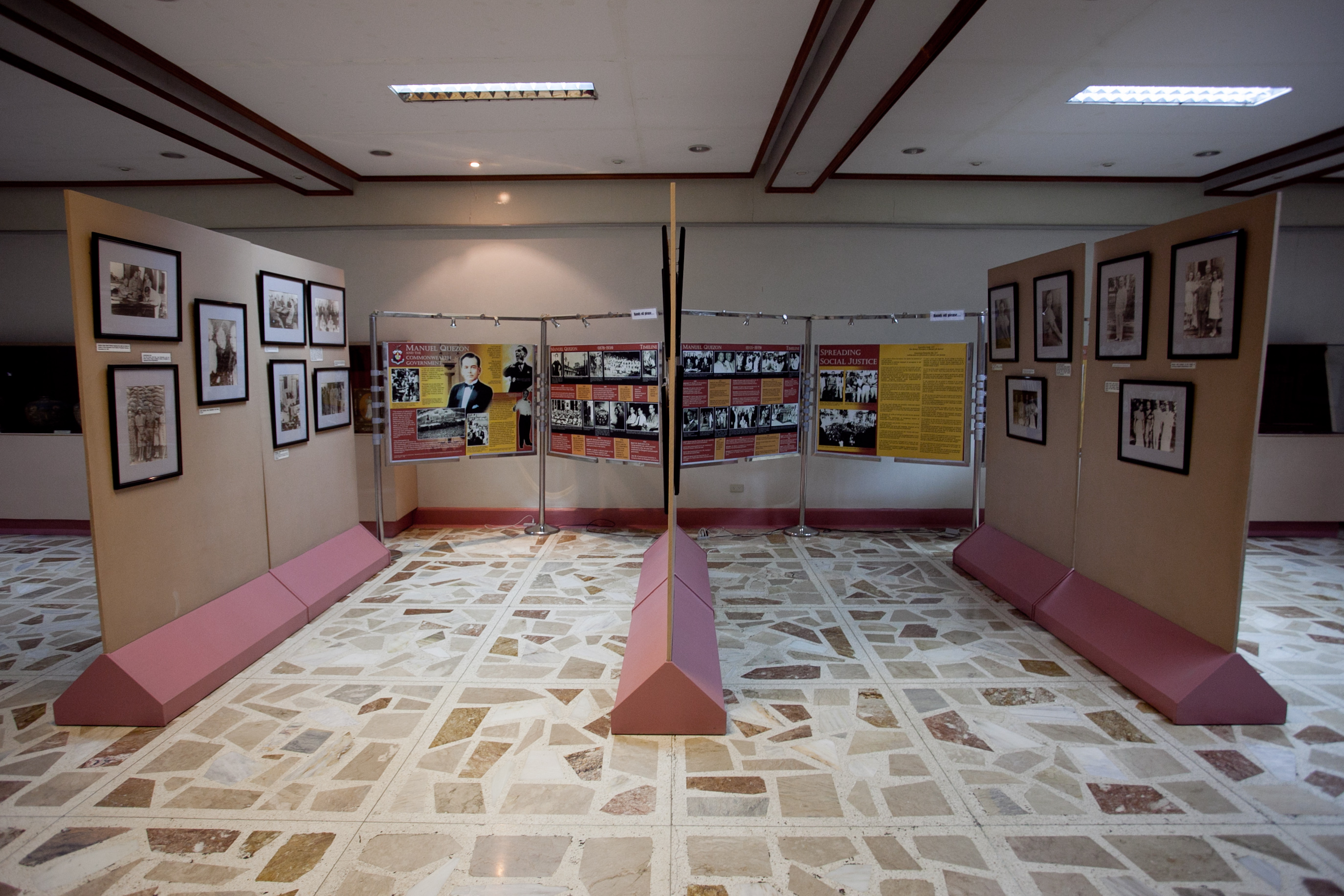
التصميم الداخلي للمتحف